# 2277 Moreau
A 2277 Moreau (ideiglenes jelöléssel 1950 DS) a Naprendszer kisbolygóövében található aszteroida. Sylvain Julien Victor Arend fedezte fel 1950. február 18-án.